# Pampa El Costal
Pampa El Costal ist eine Ortschaft im Departamento Santa Cruz im südamerikanischen Andenstaat Bolivien.

## Lage im Nahraum
Pampa El Costal ist der neuntgrößte Ort im Municipio Cabezas in der Provinz Cordillera. Die Ortschaft liegt auf einer Höhe von 770 m in einem dicht bewaldeten Bergland zwischen dem Río Piraí und dem Río Grande.

## Geographie
Pampa El Costal liegt im bolivianischen Tiefland südöstlich der bolivianischen Cordillera Oriental im Bereich des subtropischen Klimas und ist geprägt durch eine halbjährige Trockenzeit, die von Mai bis Oktober reicht.
Die Durchschnittstemperatur der Region beträgt etwa 24 °C (siehe Klimadiagramm Cabezas), die Monatswerte schwanken zwischen 20 °C im Juni und Juli und 27 °C im Dezember und Januar. Der Jahresniederschlag beträgt 800 mm, die niederschlagsstärksten Monate sind Januar und Februar mit 130 mm, die trockensten Monate Juli und August mit weniger als jeweils 20 mm im langjährigen Durchschnitt.

## Verkehrsnetz
Pampa El Costal liegt in einer Entfernung von 76 Straßenkilometern südlich von Santa Cruz, der Hauptstadt des Departamentos.
Vom Zentrum von Santa Cruz aus führt die asphaltierte Nationalstraße Ruta 7 als vierspurige „Avenida Grigota“ in südwestlicher Richtung über die Städte El Carmen, La Guardia und El Torno nach Tiquipaya und weiter über La Angostura, Samaipata und Comarapa nach Cochabamba.
Ein Kilometer südlich von Tiquipaya, und wenige hundert Meter bevor die Straße den Río Piraí überquert, zweigt eine unbefestigte Landstraße von der Ruta 7 in südöstlicher Richtung ab und führt in das angrenzende Bergland, sie erreicht dann nach achtundzwanzig Kilometern die Ortschaft Pampa El Costal. Von Pampa El Costal aus führt dann eine Landstraße in östlicher Richtung, wo sie wenige Kilometer südlich von San Isidro I die Ruta 9 erreicht.

## Bevölkerung
Die Einwohnerzahl der Ortschaft betrug 780 Einwohner bei der Volkszählung 2012, ältere statistische Daten sind nicht verfügbar.
| Jahr | Einwohner                   | Quelle       |
| ---- | --------------------------- | ------------ |
| 1992 | keine Detaildaten verfügbar | Volkszählung |
| 2001 | keine Deteildaten verfügbar | Volkszählung |
| 2012 | 780                         | Volkszählung |
| 2024 |                             | Volkszählung |

Die Region weist noch einen gewissen Anteil an indigener Bevölkerung auf: Im Municipio Cabezas sprechen 9,0 Prozent der Bevölkerung Quechua und 6,8 Prozent Guaraní.